# 進擊的巨人 隔絕都市的女王
《進擊的巨人 隔絕都市的女王》是由日本小說家川上亮撰寫，村田蓮爾插畫的輕小說作品，全2卷。為《進擊的巨人》衍生作品。

## 故事簡介
故事講述，845年瑪莉亞之牆南方的甕城希干希納區遭到巨人突破，瑪利亞之牆西方的甕城昆坦區居民匆忙而惶恐地撤離，但大約一半居民尚未來得及撤離便已經遭遇從南方過來的巨人，使得昆坦區居民被迫關上城門並滯留於甕城中。為了維持治安，麗妲實施高壓恐怖統治。

## 高壓政策
巨人刑
高壓政策之一。
於市鎮廣埸中有一隻被鐵鍊纏繞的3米級巨人，被發現後軍團卻沒有急於處理。軍團反而利用作為劊子手，於宣判罪行後把罪犯弄進巨人，從而建立軍團的威信。
夜間採集
高壓政策之二。
軍團到了固定日期的晚上，使會把部份不聽話的民眾丟去瑪利亞之牆中荒廢的果園中進行採收，以此製造壓力，使民眾信服政府，不敢有造反的嘗試。

## 登場人物
駐紮兵團
麗妲
藥鋪老闆海寧葛的養女，後成為駐紮軍團成員。
845年巨人入侵希干希納區。由於所有官員和高階士兵均已撤退或陣亡。唯有麗妲擁有兩年駐紮兵的年資。而成為城中最高軍階的軍人。遂被推舉擔任代理駐紮軍團團長。處理城牆防禦和牆內物資分配工作。
與馬諦亞斯是青梅竹馬。
一心想維護昆坦區的秩序和穩定，但卻因當地官員全體撤離或失蹤而求助無門，又缺乏足夠的管理經驗因此壓力日漸增大。
麗妲走向脫序的主要原因有兩個。一是自己的養母被盜賊攻擊，麗妲趕往現埸時因憤怒和遭遇歹徒反抗錯手殺死對方。在事件發生的一瞬間意識到附近的群眾居然因為這樣而鎮靜下來，沒有繼續製造動亂。此次經驗使麗妲認為只有靠恫嚇才能控制群眾，從而出現了幾項高壓政策。二是最受信任的副手多奇歐被馬諦亞斯殺害，使麗妲認為是自己的政策不足以控制治安，而漸趨向高壓。
麗妲曾因自己養父海寧葛免費出售自殺藥物予失去希望的居民而對其行巨人刑，儘管麗妲清楚知道自己在做什麼，仍然選擇繼續執行死刑，親眼看著自己的養父慘死巨人口中。
後於巨人突破後迅速做出決定捨棄一切建立的事物，帶領民眾避難。
一直都很清楚自己做了什麼，所以在後面也有提到希望能夠得到民眾的原諒。
其生母是調查兵團團員，戰死。
其生父自殺，小說沒有直接說明是什麼原因。
小說及原作均沒有其最後下落的說明。
對用刀很有經驗。
多奇歐
麗妲的副手，麗妲對他給予大量的信任。其工作能力不俗。
其死亡是影響麗妲政策的一大推力。
亞嫚達
實際上是抵抗組織的一員。女性。
立體機動裝置熟練度在麗妲之上
因為其性格直來直往，導致長官不怎麼待見她。實際上的年資職位跟麗妲一樣，但亞嫚達是副隊長而麗妲是隊長。
因為組織需要體制內的情報員，所以沒有安排她去殺死廣場上的巨人。被逮捕後就更加沒有可能了。
曾經救了麗妲一命。
小說及原作均沒有其最後下落的說明。
對用立體機動裝置很有經驗。
歐伊連
和抵抗組織有聯繫。
被麗妲認為是可以做事的人。
因為其朋友忌妒他得到的房子財富而被舉報。
被嚴刑拷打以後吐露了和抵抗組織有聯繫的真相。
小說及原作均沒有其最後下落的說明。
抵抗組織
馬諦亞斯
克拉瑪商會最高統領的兒子。
與麗妲是青梅竹馬。
因為受到憲兵團保護且是第一批避難車隊而順利撤退至菲魯托區(原著稱為克魯羅巴區)
在菲魯托區中了解麗妲也許滯留在未完全淪陷的昆坦區後，馬上向父親尤格(克拉瑪商會最高統領)訴諸即便是孤身一人也要回去昆坦區的意願，遭到拒絕後徑直前往志願軍招募所，打算透過加入奪還軍隊
出征時溜去昆坦區。但可能是馬諦亞斯的父親早已料到此舉並從中作梗，或者馬諦亞斯家族過於顯赫的緣故，馬諦亞斯的報名馬上被駁回。
在排隊報名志願軍與部份民眾交談得知某巷弄的酒館內充滿了道德低下的士兵和志願軍，意識到可能可以利用該群體協助自己偽造身份後便馬上前往酒館。
以克拉瑪家於昆坦區宅邸地下室的藝術品和財寶為誘因，說服以貝倫哈爾為首的兵士盜賊團協力。
利用假身份順利走出城牆後，馬上和兵士盜賊團會合並討論如何偷偷脫離大隊。一行人本來的打算是以搜查高點為由脫離並偷走馬車，但遭巨人騷擾後馬上順應貝倫哈爾的臨時計劃，登上馬車並前往昆坦區。
對貝倫哈爾的殺人行為很有意見。
到了昆坦區後遵守承諾與盜賊團前往地下室偷取財寶，過程中居於於地下室遇上正在巡邏的麗妲及其副手多奇歐，在混亂的狀況下馬諦亞斯不慎開槍打死多奇歐並馬上逃離現場，只有貝倫哈爾不幸被捕。
於昆坦區生活一段時間後認為麗妲的管理政策漸趨高壓脫序，故成立抵抗組織試圖抗衡麗妲，總部位於德烈克(馬諦亞斯家教舊識)的書店內。
於麗妲頒布政策的'夜間採集'中透過探子認識到半年間在瑪利亞之牆中徘徊的流民加布利艾雷，並得悉貝倫哈爾半年間被不斷派往獨立一人'夜間採集'(一般來講夜間採集是群體性的)並被鎖上手銬及沒有糧食分配。後靠著流民加布利艾雷的情報以在極危險的牆外渡過一天和後來亞嫚達被捕為代價，成功解救貝倫哈爾。計劃讓貝倫哈爾在亞嫚達被行刑前使用立體機動裝置殺掉廣場巨人發動起義，卻沒想到加布利艾雷下毒毒死了貝倫哈爾，其更串通在場的兵團成員拘捕革命黨黨員。
然而巨人突然越過了五十米的城牆。並非是智慧巨人打破城門，而是有巨人碰巧利用內牆階梯和在其前面的頹垣敗瓦越過城牆，其他巨人亦有樣學樣展開施襲。馬諦亞斯旋即與兵團達成合作帶領民眾前往菲魯托區。
小說及原作均沒有其最後下落的說明。
貝倫哈爾
一位硬漢，前憲兵，因為貪贓枉法而被被開除。
走出城牆後，馬上和兵士盜賊團會合並討論如何偷偷脫離大隊。一行人本來的打算是以搜查高點為由脫離並偷走馬車。到了一處風車磨坊後貝倫哈爾本來打算弄暈看守後逃離，沒想到不遠處會有小型巨人的出現，貝倫哈爾只能趁看守分神時把其中一位殺掉，偷掉其立體機動裝置後以腰部的發射機射出錨釘殺死剩餘的一名看守後把馬車和共兩具裝置偷去。後攜馬諦亞斯和盜賊團前往昆坦區。
被逮捕後被不斷派往獨立一人'夜間採集'。
後來被下毒害死。
很喜歡喝酒。
賈拉多
一位白髮斑斑但是很健壯的老人。志願軍，盜賊團的一員。
抵達昆坦區以後被派回去菲魯托區與當地政府取得聯繫，以圖解救民眾。
結果因為政府想控制消息和政府沒有要讓他們進來的意願(糧食問題)，被拘捕。
可能已經被政府處死
庫拉伍斯
盜賊團的一員。
妮基
盜賊團的一員。女性。
擅長快速開鎖。
加布利艾雷
抵抗組織的一員。
初次與主角團見面的時候 被誤以為是滯留瑪利亞之牆的流民 實際上是政府的特派員。
因為當地政府不想昆坦區居民回來而選擇與麗妲合作，好讓昆坦區居民會留在當地

## 出版書籍
於《週刊少年Magazine》33號（2014年7月30日）發佈衍生小說第二彈的消息。原作為諫山創，由川上亮著作、村田蓮爾負責插畫。
| 卷數 | 講談社       | 講談社                 | 東立出版社     | 東立出版社             |
| 卷數 | 發售日期     | ISBN                   | 發售日期       | ISBN                   |
| ---- | ------------ | ---------------------- | -------------- | ---------------------- |
| 上   | 2014年8月1日 | ISBN 978-4-06-375296-0 | 2015年8月5日   | ISBN 978-986-431-953-4 |
| 下   | 2015年5月1日 | ISBN 978-4-06-375299-1 | 2015年12月10日 | ISBN 978-986-462-622-9 |

## 外部連結
- 進擊的巨人 隔絕都市的女王在動畫新聞網百科全書中的資料（英文）